# 宗岡生行
宗岡 生行（むねおか の なりゆき）は、戦国時代から江戸時代にかけての地下官人。青木生行とも。

## 概要
宗岡氏は、元慶元年（877年）に石川木村が先祖の名（蘇我石川）をもって子孫の氏の名称とするのでは、諱を避けることができず（避諱）、死後に生前の実名を忌んで口にしない風習に反するとして、宗岳朝臣姓に改姓したのが始まりである。
平安時代末期の宗岡包延-重清-兼延-吉兼-兼次-宗職-重吉-行知-行助-行継-行言-行寛-行仲-行宣-行為-廉行-生行と続いた。
文禄3年（1592年）12月26日には25歳で従六位下・右兵衛少尉に叙任されており、後に従六位上に叙されている。時期は不明だが、召使副使の職は嫡子の亮時に、文殿の職は次男の生時に、外記史生の職は三男の生基（行時）に、外記召使と外記内記副使の職は嫡孫の行富に、掃部寮の職は清水佐右衛門利延に譲っている。万治3年3月13日（1660年4月20日）に91歳で死去した。
生行までの宗岡氏は複数の職を兼任していたものの、生行以降は多数の家に分譲している。これは、安土桃山時代以前の朝廷においては朝廷儀礼や業務が簡易的であり1人で仕事を担うことも可能であったのが、江戸時代に入り朝廷儀礼や業務が再興・拡大したためである。また、廉行・生行は押小路師廉・押小路師生から偏諱を賜っており、嫡子の宗岡亮行も同様である（壬生孝亮から）。以上のように、江戸時代以降の宗岡氏は押小路家・壬生家といった「地下の棟梁」の庇護下に入った。